# Nomenclatura de fármacos
A nomenclatura farmacêutica é um conjunto de terminações adotadas e condensadas pela comunidade científica para fármacos, visando reuni-los segundo sua atividade farmacológica no organismo.
Entre os vários compostos, o primeiro tipo de nome para uma composição conhecida é o nome químico. Um dos mais relevantes nesta classificação é a Chemical Abstracts Services CAS Index da American Chemical Society.
Um único fármaco possui um conjunto de três ou mais nomes: sigla, código, nome químico, marcas comerciais, nome genérico, oficial ou comum e sinônimos ou outros nomes. A sigla deriva tradicionalmente do nome do laboratório, pesquisador ou grupo de pesquisa e não é mais usada quando se escolhe um nome. Nome registrado é o escolhido pelo fabricante e o genérico é escolhido pelo órgãos reguladores do país. O nome químico é resultante de sua estrutura química. Os sinônimos são aqueles diferentes dos nomes dados pela Organização Mundial de Saúde. O nome de fármacos devem ser escritos com inicial minúscula

## Tipos de nomes de drogas
Os fármacos possuem três ou mais nomes, sigla, número do código ou designação do código, nome químico, nome genérico, nome registrado, sinônimos.
Quando temos um novo composto derivado de plantas e animais, que não são compostos puros, cientificamente adota-se termos bioquímicos ou zoológicos.
A maioria das drogas em desenvolvimento recebem um código formados pela combinação de uma letra e de um número. As letras, em geral, representam a sigla do laboratório de pesquisa e os números são aleatórios, seguindo regimentos internos.
Também podem ser utilizados acrônimos, sendo este uma prática que pode conter imprecisões. Como exemplo, podemos citar o acrônimo AZT, que é um acrônimo da azatioprina e do medicamento zidovudina.
Para facilitar os estudos, são utilizadas terminações que agrupam substâncias com mesmas características de ação.

## Exemplos de terminações
| Exemplos de radical. | Definição                                             | Fármaco-exemplo |
| -------------------- | ----------------------------------------------------- | --------------- |
| -aco                 | Agentes anti-inflamatórios derivados do ácido acético | broncofenaco    |
| -barb ou -barb-      | Derivados do ácido barbitúrico                        | fenobarbital    |
| -cilina              | Penicilinas                                           | ampicilina      |
| -lutamida            | Anti-androgênio                                       | flutamida       |
| -prazol              | Inibidores da bomba de prótons (IBP)                  | omeprazol       |
| -opril               | Anti-hipertensivos                                    | pentopril       |
| -tidina              | Antagonistas do receptor H2                           | cimetidina      |
| -amivir              | Inibidores da neuraminidase                           | zanamivir       |
| -mabe                | Anticorpo monoclonal                                  | siltuximabe     |